# Aza-diels-alderreactie
De aza-diels-alderreactie is een bijzonder geval van de diels-alderreactie, waarbij een stikstofatoom (als heteroatoom) deel uitmaakt van ofwel het dieen ofwel het diënofiel. Hierbij worden tetrahydropyridines vervormd:
De stikstofbevattende diënofielen zijn imines. Meestal betreft het hier gesubstitueerde imines, omdat een primair imine zeer onstabiel is. Het imine wordt meestal in situ gevormd uit reactie van een amine en een carbonylverbinding (keton of aldehyde), met een zuur als katalysator. Een voorbeeld is de aza-diels-alderreactie tussen cyclopentadieen en benzylamine tot een azanorborneen: